# Kim Jae-Hwan
Kim Jae-Hwan, južnokorejski rokometaš, * 8. februar 1966.
Leta 1988 je na poletnih olimpijskih igrah v Seulu v sestavi južnokorejske rokometne reprezentance osvojil srebrno olimpijsko medaljo.